# Cztery noce z Anną
Cztery noce z Anną – polsko-francuski film psychologiczny z 2008 roku w reżyserii Jerzego Skolimowskiego, nakręcony na podstawie scenariusza Ewy Piaskowskiej i Skolimowskiego. 

## Fabuła
Film przedstawia historię chorobliwie nieśmiałego mężczyzny Leona Okrasy, pracującego w spalarni odpadów medycznych prowincjonalnego szpitala, który jest zakochany w pielęgniarce z tego szpitala, Annie. Pewnego dnia Anna zostaje zgwałcona, a Leon jej nie pomaga. Później postanawia uśpić ją lekiem nasennym i spędza z nią cztery noce w jej mieszkaniu, ale nie po to żeby ją wykorzystać, ale po prostu czuć jej obecność i okazać miłość. Później zostaje oskarżony o gwałt i trafia do więzienia. W trakcie procesu Anna uświadamia sobie, że nie jest on jej gwałcicielem, tylko szaleńczo zakochanym w niej mężczyzną. Jednak po pewnym czasie, przestaje przychodzić do niego na widzenia. Po wyjściu z więzienia Okrasa z rozpaczą stwierdza, że Anna już nie pracuje w szpitalu i wyprowadziła się.

## Obsada
- Artur Steranko jako Leon Okrasa
- Kinga Preis jako Anna P.
- Jerzy Fedorowicz jako dyrektor szpitala
- Redbad Klijnstra jako sędzia
- Jakub Snochowski jako aspirant Kwiatkowski
- Barbara Kołodziejska jako babcia
- Małgorzata Buczkowska jako koleżanka Anny
- Anna Lenartowicz jako pielęgniarka
- Urszula Bartos-Gęsikowska jako kasjerka
- Anna Szawiel jako ekspedientka w sklepie jubilerskim
- Marcin Jędrzejewski jako więzień 2
- Zbigniew Konopka jako więzień 1
- Judyta Paradzińska jako sędzia
- Witold Wieliński jako więzień z gazetą

## Produkcja i wydanie
Film był kręcony w Szczytnie (m.in. Jezioro Domowe Małe) i Pasymiu.
Premiera filmu miała miejsce podczas 61. MFF w Cannes, gdzie otwierał on przegląd Quinzaine des Réalisateurs. Inaugurował on również festiwal filmów w La Rochelle (27 czerwca 2008) i przegląd filmów europejskich w Cinémathèque Française w Paryżu (2 lipca 2008).

## Odbiór
Cztery noce z Anną zostały entuzjastycznie przyjęte przez krytyków francuskich. Jean Roy z „L’Humanité” pisał, że „Bardzo nowoczesne w swojej konstrukcji splecionych narracji dzieło jednocześnie zanurza się w kulturze filmowej pokolenia nowej fali”. Recenzentka „Le Figaro” Marie-Noëlle Tranchant twierdziła, że film „współgra z jego dziwnym, niemal autystycznym bohaterem, dla którego miłość jest niespokojną fantazją i delikatnym oddaniem. Przypomina, że dawno nieobecny na ekranie Skolimowski to świetny filmowiec”. Zdaniem Eithne O'Neill z „Positif” dzieło Skolimowskiego „łączy w sobie werwę krytyki społecznej ze współczuciem”. Jean-Luc Douin z „Le Monde” wyraził opinię, że „Skolimowski utrzymuje przez cały czas dwuznaczną atmosferę, która oddaje nerwowość tego nieprzeniknionego zalotnika [...] bohatera, którego marność chwyta za gardło”.

Recenzje Czterech nocy z Anną były bardziej spolaryzowane w Polsce. Michał Burszta z Filmwebu stwierdzał, że „Skolimowski nie generalizuje, nie stawia diagnoz, nie oskarża i nie poucza. Wierzy w siłę poszczególnych scen, wierzy w siłę dobrego kadru”. Błażej Hrapkowicz z „Kina” zaznaczał, że „Bez podpierania się banalną moralistyką Skolimowski pyta, co uważamy za miłość i czy przypadkiem nasza definicja nie jest zbyt wąska”. W innym tonie jednak pisała Magdalena Skorus z film.org.pl, zarzucając reżyserowi pretensjonalność: „film, który miał być psychologicznym dramatem, okazał się prowincjonalnym melodramatem żerującym na ludzkim nieszczęściu i upośledzeniu”. Podobnie krytyczna wobec Czterech nocy z Anną była Ewa Mazierska, zarzucając Skolimowskiemu porzucenie tematyki społecznej oraz odtwarzanie fantazmatów kobiety: 
niezdolność zmierzenia się bohaterów Skolimowskiego z prawdziwymi kobietami jest dla mnie głównym świadectwem owego przysłowiowego już uszkodzenia czy wręcz chłopięctwa jego bohaterów. […] reżysera socjologiczne i historyczne spojrzenie na świat przestało interesować; liczą się jedynie tajniki ludzkiej duszy i może jeszcze kilka domów, w których te dusze mieszkają.

## Nagrody
| Rok  | Festiwal                                               | Nagroda                                                   | Odbiorca                                              |
| ---- | ------------------------------------------------------ | --------------------------------------------------------- | ----------------------------------------------------- |
| 2008 | Festiwal Polskich Filmów Fabularnych                   | Nagroda za scenografię                                    | Marek Zawierucha                                      |
| 2008 | Festiwal Polskich Filmów Fabularnych                   | Nagroda za dźwięk                                         | Frederic De Ravignan Philippe Lauliac Gerard Rousseau |
| 2008 | Festiwal Polskich Filmów Fabularnych                   | Wyróżnienie Jury                                          | Jerzy Skolimowski                                     |
| 2008 | Festiwal Polskich Filmów Fabularnych                   | Nagroda Festiwali i Przeglądów Filmu Polskiego za Granicą | Jerzy Skolimowski                                     |
| 2008 | Międzynarodowy Festiwal Filmowy w Tokio                | Nagroda Specjalna Jury                                    | Jerzy Skolimowski                                     |
| 2009 | The New York Polish Film Festival                      | Nagroda "Ponad Granicami" im. Krzysztofa Kieślowskiego    | Jerzy Skolimowski                                     |
| 2009 | Festiwal Reżyserii Filmowej w Świdnicy                 | Festiwal Reżyserii Filmowej                               | Jerzy Skolimowski                                     |
| 2009 | Ogólnopolski Festiwal Sztuki Filmowej "Prowincjonalia" | Nagroda Dziennikarzy                                      | Jerzy Skolimowski                                     |
| 2009 | Ogólnopolski Festiwal Sztuki Filmowej "Prowincjonalia" | "Jańcio Wodnik" za najlepszą rolę męską                   | Artur Steranko                                        |
| 2009 | Ogólnopolski Festiwal Sztuki Filmowej "Prowincjonalia" | "Jańcio Wodnik" za muzykę                                 | Michał Lorenc                                         |
| 2009 | Ogólnopolski Festiwal Sztuki Filmowej "Prowincjonalia" | "Jańcio Wodnik" za zdjęcia                                | Adam Sikora                                           |
| 2009 | Polska Akademia Filmowa                                | Orzeł za najlepszą reżyserię                              | Jerzy Skolimowski                                     |
| 2009 | Polska Akademia Filmowa                                | Orzeł za najlepsze zdjęcia                                | Adam Sikora                                           |